# Phyllostachys makinoi
Phyllostachys makinoi là một loài thực vật có hoa trong họ Hòa thảo. Loài này được Hayata miêu tả khoa học đầu tiên năm 1915.